# Tirana, rok zerowy
Tirana, rok zerowy – albańsko-francuski film z 2001. Film o problemach życia codziennego młodych Albańczyków, którym nie udało się wyjechać za granicę i szukają możliwości przystosowania się do warunków życia w zmieniającej się Tiranie okresu transformacji. Albanię oglądamy głównie z perspektywy kierowcy jeżdżącego po kraju zdezelowanym samochodem dostawczym.
Film był prezentowany przez TVP Kultura 31 marca 2007 r. w ramach poświęconego Albanii bloku programowego Korzenie kultury.

## Obsada
- Nevin Meçaj jako Niku
- Ermela Teli jako Klara
- Rajmonda Bulku jako Marta, matka Klary
- Robert Ndrenika jako Kujtim, ojciec Klary
- Birçe Hasko jako sąsiad Besim
- Lars Rudolph jako Niemiec Günther
- Juli Hajdini jako narzeczona Günthera
- Vladimir Metani jako Vladimir
- Artur Gorishti jako rzeźbiarz Tare
- Monika Lubonja jako Nedji
- Gëzim Rudi jako Titi

### Nagrody
- Festiwal Filmowy w Kolonii
  - Specjalna Nagroda Jury dla Fatmira Koçi
- Międzynarodowy Festiwal Filmów Francuskojęzycznych w Namur
  - Nagroda za najlepszy scenariusz
- Festiwal Filmowy w Salonikach
  - Złoty Aleksander dla Fatmira Koçi